# Канищев, Олег Александрович
Олег Александрович Канищев (13 октября 1934, Владивосток — 8 мая 2022, там же) — советский и российский сценарист, кинорежиссёр, звукорежиссёр и музыкальный оформитель. Заслуженный работник культуры РСФСР (1979).

## Биография
Родился 13 октября 1934 года во Владивостоке в семье флотского командира. Окончил Ленинградскую среднюю школу № 45 (1954 год), Ленинградский институт киноинженеров (отделение звукооператоров кино, мастерская А. Шаргородского, 1959 год), Дальневосточный институт искусств (отделение режиссёров кино и телевидения, мастерская М. Каширина, диплом с отличием, 1968 год)
В 1959—1964 годах — старший звукорежиссёр Владивостокской студии телевидения.
В 1964—1994 годах — кинорежиссёр студии «Дальтелефильм». В качестве сценариста, кинорежиссёра, звукооператора и музыкального оформителя участвовал в съёмках 79 документальных лент.
После ликвидации студии «Дальтелефильм» несколько лет был главным режиссёром Российской вещательной корпорации (РВК) — первого на территории России медийного предприятия с участием иностранных учредителей.
Основной успех в творчестве кинорежиссёра Олега Канищева выпал на серию фильмов о море, рыбаках и моряках. Он был пионером в разработке всесоюзной документальной киномарины. Его ленты внесли значительный вклад в развитие этого жанра телекино и были удостоены Главных призов на 1-м, 3-м, 4-м, 5-м, 6-м Всесоюзных фестивалях и на 2-м, 3-м, 4-м, 6-м Международных конкурсах «Человек и море».
Восемнадцать кинолент режиссёра Олега Канищева отмечены тридцатью двумя наградами зональных, российских, всесоюзных и международных фестивалей.
Олег Канищев был членом Всесоюзной комиссии по телевизионному кино СК СССР (1975 год). Лауреат премии Николая Островского (к/ф «Здравствуй, мама!», 1979 г.). Ему присвоено почётное звание «Заслуженный работник культуры РСФСР» (1979 г.). Награждён Золотой медалью ВДНХ СССР на конкурсе научно-популярных фильмов (к/ф «Формула успеха», 1984 г.).
Олег Канищев был членом жюри: 2-го Всесоюзного фестиваля телевизионных фильмов (г. Москва, 1967 г.), 5-го Всесоюзного фестиваля «Человек и море» (г. Мурманск, 1972 г.), 5-го Всесоюзного фестиваля телевизионных фильмов (г. Ташкент, 1973 г.), 6-го Всесоюзного фестиваля «Человек и море» (г. Калининград, 1974 г.), 1-го, 2-го, 3-го Всесоюзных фестивалей «Наш советский образ жизни» (г. Владивосток, 1975, 1979, 1982 гг.), 3-го Международного фестиваля «Человек и море» (г. Владивосток, 2001 г.).
Последние годы режиссёр Олег Канищев работал на коммерческом телевидении г. Владивостока, снимая видеоочерки для авторской программы «Духовный собеседник». Читал лекции по киноискусству в вузах Владивостока. Канищев занимался сбором материалов для написания истории студии «Дальтелефильм» и создал сайт в Интернете, посвящённый истории телевизионного документального кино на Дальнем Востоке.
Скончался 8 мая 2022 года во Владивостоке.

## Фильмография
Наиболее значимые документальные фильмы, удостоенные фестивальных наград:
- 1964 — Там, где сходятся меридианы
- 1965 — Дорога легла за экватор
- 1968 — Анна Ивановна
- 1969 — Полтора часа до объятий
- 1974 — Морская пехота
- 1975 — Дрейфующий остров
- 1976 — Крылатые моряки
- 1978 — Встречи у Океана
- 1979 — Здравствуй, мама!
- 1982 — Размышление по поводу…
- 1982 — Остров в океане
- 1984 — Формула успеха
- 1992 — Транссиб. Начало пути.
- 1993 — Евразийский мост
- 1994 — Встречь солнцу
- 1995 — В тот день закончилась война